# 2013 UH15
2013 UH15 est un objet transneptunien de la famille des objets détachés qui pourrait être en résonance avec la planète Neuf.

## Caractéristiques
2013 UH15 mesure environ 127 kilomètres de diamètre.